# Fashion (single)
Fashion is een nummer van Britse muzikant David Bowie en de vijfde track van zijn album Scary Monsters (and Super Creeps) uit 1980. Het nummer werd in oktober 1980 als de tweede single van het album (na "Ashes to Ashes") uitgebracht en werd een top 5-hit in Bowie's thuisland. Net zoals zijn voorganger ging ook "Fashion" gepaard met een succesvolle videoclip.

## Achtergrond
Volgens producer Tony Visconti was "Fashion" het laatste nummer dat klaar was voor het album. De baslijn en een deel van de melodie zijn afgeleid van Bowie's eerdere hit Golden Years uit 1975. Gitarist Robert Fripp voegde harde, mechanische riffs toe aan het nummer om het funk/reggae-arrangement van de band compleet te maken.
Het nummer staat bekend om het kooreffect en de terugkerende onomatopee "beep beep", dat Bowie voor het eerst gebruikte in zijn nooit uitgebrachte lied uit 1970 "Rupert the Riley". Een andere regel die Bowie leende uit zijn verleden was "people from bad homes", het titelnummer van een album uit 1973 dat hij maakte met zijn protegés The Astronettes, wat niet werd uitgebracht tot 1995.
Referenties naar een zogeheten "goon squad" die naar de stad komt zorgde voor theorieën dat het nummer eigenlijk over fascisme gaat. Bowie legde deze interpretatie naast zich neer in een interview dat hij kort na de release van het album gaf, zeggende dat hij probeerde om "door te gaan na het Ray Davies-concept van mode, om meer van een knarsetandende vastberadenheid en niet verzekerd van waarom hij het doet te suggereren".

## Videoclip
David Mallet maakte een videoclip voor "Fashion" in een bekende nachtclub, in bezit van zijn vriend Robert Boykin, genaamd Hurrah. Het eerste shot bevat Bowie op het podium voor een kakigroene doek. De gefacetteerde spiegelmuren die rond de dansvloer staan zijn terug te zien in de achtergrond van verschillende shots en de hele band komt voor in deze clubsetting. Andere delen van Manhattan worden getoond in intersecties tijdens de clip. Lezers van het magazine Record Mirror verkozen "Fashion" en "Ashes to Ashes" als de beste videoclips van 1980.
In de videoclip komen Carlos Alomar, G.E. Smith (bekend van Hall & Oates), Khandi Alexander, Steve Love (gitarist die de drums bespeelt in de video), John Kay, May Pang (de latere vrouw van producer Tony Visconti) en Alan Hunter, een van de eerste MTV-VJ's, voor.

## Tracklijst
- Beide nummers geschreven door David Bowie. Op de Japanse uitgave stond het nummer "It's No Game (No. 1)" op de B-kant.

1. "Fashion" - 3:23
2. "Scream Like a Baby" - 3:35

## Muzikanten
- David Bowie: leadzang, keyboards
- Robert Fripp: gitaar
- Carlos Alomar: gitaar
- George Murray: basgitaar
- Dennis Davis: drums
- Andy Clark: synthesizer

## Hitnoteringen

### Nederlandse Tipparade
| Hitnotering: 01-11-1980 t/m 22-11-1980 | Hitnotering: 01-11-1980 t/m 22-11-1980 | Hitnotering: 01-11-1980 t/m 22-11-1980 | Hitnotering: 01-11-1980 t/m 22-11-1980 | Hitnotering: 01-11-1980 t/m 22-11-1980 | Hitnotering: 01-11-1980 t/m 22-11-1980 |
| Week:                                  | 1                                      | 2                                      | 3                                      | 4                                      |                                        |
| -------------------------------------- | -------------------------------------- | -------------------------------------- | -------------------------------------- | -------------------------------------- | -------------------------------------- |
| Positie:                               | 28                                     | 24                                     | 21                                     | 18                                     | uit                                    |